# Esercito del Tibet
L'Esercito del Tibet (in tibetano: བསྟན་འཛིན་རྒྱ་མཚོ། Dmag dpung bod) è stato l'esercito del Regno del Tibet dal 1912 al 1951.

## Storia
L'Esercito Tibetano venne costituito dal 13º Dalai Lama, Thubten Gyatso, che fu costretto a lasciare il Paese durante la spedizione britannica in Tibet nel 1904 ma che fece ritorno dopo la Rivolta Tibetana del 1911. Tra quell'anno e il 1912 l'Impero cinese si ritirò improvvisamente dal Tibet, che per anni aveva usato come trampolino per minacciare l'India britannica, e i britannici espansero la loro influenza sulla regione iniziando ad addestrare il costituente Esercito Tibetano sul loro modello; i britannici promossero anche un trattato tripartito tra Impero cinese, Impero britannico e Tibet che ne sancisse la sovranità, recisamente rifiutato dai cinesi.
Il Dalai Lama procedette quindi a costituire un esercito professionale, guidato dal suo consigliere di fiducia Tsarong, per contrastare "le minacce interne al suo governo, nonché quelle esterne". Un reggimento aveva base nella città di Shigatse, a guardia del confine sud e del monastero di Tashilhumpo, sede del Panchen Lama.
La formazione dell'Esercito trovò l'opposizione dal 9° Panchen Lama, Thubten Chökyi Nyima, che rifiutò le richieste del Dalai Lama di finanziare le Forze Armate Tibetane tramite i monasteri sotto il controllo dello stesso Panchen. Nel 1923 il Dalai Lama inviò truppe per catturare il Panchen Lama, ma Nyima fuggì segretamente in Mongolia; il Dalai Lama e il Panchen Lama si scambiarono molte lettere ostili durante l'esilio di quest'ultimo riguardo l'autorità del Governo Tibetano di Lhasa e molti monaci percepirono l'esilio del Panchen come una conseguenza della militarizzazione della secolarizzazione del Tibet portata avanti dal Dalai Lama. Il Dalai Lama stesso divenne via via più diffidente nei confronti dei militari dopo aver appreso nel 1924 voci di un presunto Golpe, presumibilmente progettato per privarlo del suo potere temporale. 
Durante la guerra civile cinese si verificarono alcuni scontri al confine del Tibet che sfociarono nella Guerra Sino-Tibetana che durò dal 1930 al 1932: combattuto nel Qinghai, il conflitto vide il Kuomitang prendere il controllo della valle superiore dello Yangtze nella regione del Kham. 

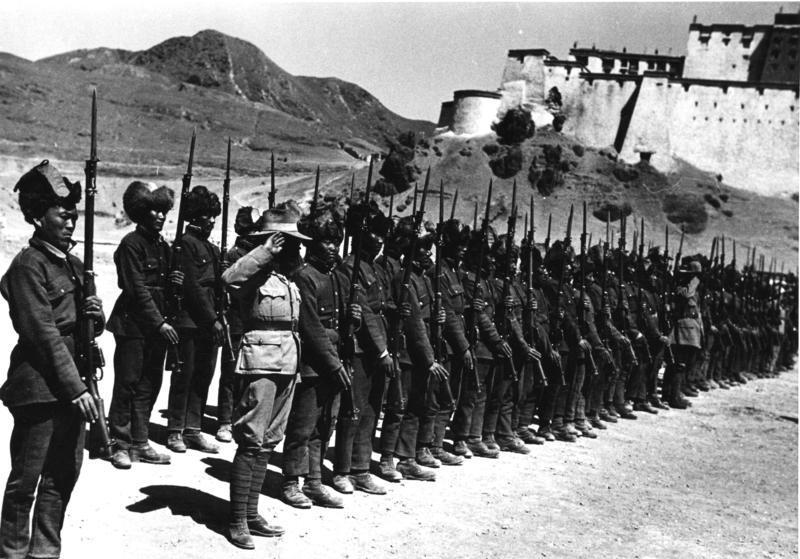
Soldati dell'Esercito Tibetano a Shigatse nel 1938

Nel 1933 il 13º Dalai Lama morì e due reggenti assunsero il Governo. L'Esercito Tibetano venne rafforzato nel 1937 per fronteggiare la minaccia del ritorno del Panchen Lama, che aveva acquistato delle armi provenienti dalla Cina..
Durante il 1949 l'Esercito Tibetano ebbe una forza di 15 reggimenti, in realtà con organici equivalenti ognuno ad un battaglione: Kadang (le guardie del corpo del Dalai Lama); Khadang; Gadang; Ngadang; Chadang; Chadang (pronunciato diversamente dal precedente); Jadang; Nyadang; Tadang; Thadang; Dadang; Padang; Phadang; Badang; Madang.
Lo stesso anno venne trovato e portato a Lhasa il 14º Dalai Lama, Tenzin Gyatso, che venne nominato nel 1939 ma che entrò in carica solo nel 1950 all'età di 15 anni. Lo stesso anno diventarono sempre più forti le pressioni della Repubblica Popolare Cinese di Mao Zedong per l'annessione del Tibet: con la Battaglia di Chamdo del 6-19 ottobre 1950 il Tibet venne occupato dalle Forze Cinesi, e, con l'Accordo dei 17 punti firmato nel maggio 1951, il Paese fu ufficialmente incorporato nella Repubblica Popolare Cinese e il piccolo Esercito Tibetano confluì nell'Esercito Popolare di Liberazione.

### La "Special Frontier Force"
Dopo lo scioglimento dell'esercito regolare, un'altra formazione militare portò un nome riconducibile a questo: la Special Frontier Force, costituita sotto l'egida dell'India il 14 novembre 1962 e che partecipò alle guerre contro il Pakistan e la Cina; nelle intenzioni di Nehru e del suo direttore dell'intelligence, queste forze dovevano bilanciare il peso dei cinesi alla frontiera con l'India, facendo "liberare il Tibet dai tibetani", con l'appoggio della CIA nell'addestrare una forza paramilitare di 5.000 uomini, da usare per il confronto "fisico" e per la raccolta di informazioni.

## Armi
Nel 1950 il Governo Tibetano versò 400.000 rupie del tesoro del Potala per acquistare armi e munizioni per l'Esercito dal Governo Britannico, così come per pagare il servizio degli istruttori militari indiani.
Tuttavia, gli inglesi erano restii a creare un potente Esercito Tibetano, a causa delle rivendicazioni irredentistiche del Tibet sul territorio del Raj britannico. Il Tibet aveva debiti nei confronti degli indiani e questi cedettero controvoglia le armi da acquistare, esitando a soddisfare ulteriori richieste tibetane di armamento fino a quando le forniture precedenti non fossero state ripagate.
Da Lhasa vennero stabilite delle stazioni di avvistamento nelle terre di confine, come il Qiangtang e il Qamdo. Nel 1937 l'esercito tibetano aveva 20 distaccamenti lungo la sua frontiera orientale composti da 10.000 soldati con 5.000 fucili Lee-Enfield e sei mitragliatrici Lewis; battaglioni più piccoli erano di stanza a Lhasa e al confine con il Nepal e il Ladakh. Nel 1949 2.500 soldati dell'Esercito Tibetano erano di stanza nel solo Qamdo, e l'arruolamento era aumentato con l'assunzione delle Milizie Khampa. L'Esercito del Tibet non disponeva di mezzi a motore e si spostava solo con Cavalli e Yak.
Le armi acquistate nel 1950 comprendevano:
| Tipo           | Arma |
| -------------- | --- |
| Mortai         | - 38 Ordnance ML 3 inch (Mortai da 2 pollici) + 14.000 proiettili - 63 Ordnance ML 3 inch (Mortai da 3 pollici) + 14.000 proiettili |
| Mitragliatrici | - 294 Bren + 101.500 proiettili |
| Fucili         | - 1.260 fucili + 5.000.000 proiettili .303 British                                                                                  |

## Ordine di battaglia, 1950
Questa era l'ordine di battaglia dell'esercito tibetano nel 1950:
| Nome in codice | Designazione   | Armi da combattimento | Personale | Guarnigione         | Armamento |
| -------------- | -------------- | --------------------- | --------- | ------------------- | --- |
| Kadam          | 1° Dmag-Sgar   | Cavalleria            | 1000      | Lhasa e Norbulingka | 8 mitragliatrici, 4 mitragliatrici pesanti, 46 LMG, 200 Sten SMG, 600 fucili costruiti in Inghilterra, diverse pistole                           |
| Khadam         | 2° Dmag-Sgar   | Cavalleria e fanteria | 1000      | Lhasa               | 8 mitragliatori di montagna, 8 mortai, 12 mitragliatrici Lewis, 4 mitragliatrici Maxim, 40 LMG, 40 Sten SMG, 900 fucili costruiti in Inghilterra |
| Gadam          | 3° Dmag-Sgar   | Cavalleria e fanteria | 1000      | Sibda               | 14 cannoni, 4 cannoni pesanti, 4 mitragliatrici Lewis, 16 Bren LMG, 32 SMG, 1000 fucili                                                          |
| Ngadam         | 4° Dmag-Sgar   | Cavalleria e fanteria | 500       | Dêngqên             | 1 mitragliatrice pesante, 9 LMG, 1 mitragliatrice Lewis, 15 SMG, 500 fucili                                                                      |
| Cadam          | 5° Dmag-Sgar   | Cavalleria e fanteria | 500       | Naqu                | 2 mitragliatrici pesanti, 40 LMG, 325 fucili |
| Chadam         | 6° Dmag-Sgar   | Artiglieria           | 500       | Riwoqê              | 6 cannoni, 2 mitragliatrici pesanti, 10 LMG, 15 mitragliatrici, 400 fucili                                                                       |
| Jadam          | 7° Dmag-Sgar   | Cavalleria e fanteria | 500       | Riwoqê              | 4 pistole di montagna, 2 mitragliatrici pesanti, 40 LMG, 400 fucili costruiti in Inghilterra                                                     |
| Nyadam         | 8° Dmag-Sgar   | Cavalleria e fanteria | 500       | Zhag'yab            | 42 mitragliatrici leggere / pesanti, 500 fucili                                                                                                  |
| Tadam          | 9° Dmag-Sgar   | Cavalleria e fanteria | 500       | Mangkang            | 42 mitragliatrici leggere / pesanti, 15 mitragliatrici, 500 fucili                                                                               |
| Thadam         | 10° Dmag-Sgar  | Cavalleria e fanteria | 500       | Jiangda             | 42 mitragliatrici leggere / pesanti, 500 fucili                                                                                                  |
| Dadam          | 11° Dmag-Sgar  | Sicurezza             | 500       | Lhasa               | |
| Padam          | 13° Dmag-Sgar  | Cavalleria e fanteria | 1500      | Lhari e Lhasa       | |
| Phadam         | 14° Dmag-Sgar  | Cavalleria e fanteria | 500       | Lhasa               | |
| Badam          | 15 ° Dmag-Sgar | Cavalleria e fanteria | 500       | Contea di Sog       | |
| Madam          | 16 ° Dmag-Sgar | Cavalleria e fanteria | 500       | Shigatse            | |
| Tsadam         | 17 Dmag-Sgar   | Cavalleria e fanteria | 500       | Contea di Sog       | |

- Un dmag-sgar (玛噶S) è equivalente a un reggimento, mentre un mdav-dpon  (代本S) significa il comandante di un'unità militare.
- La dodicesima lettera nel alfabeto tibetano,  Na  (ན, bodP), significa "malattia", quindi il numero è stato eliminato.
- Dall'11° al 17° Dmag-Sgar fu formato dal 1932 al 1949 e dotato di armi obsolete, ad es. spade, lance, pistole, moschetti russi e alcune mitragliatrici e fucili[10][11].